# Erik Fetter
Erik Fetter (* 5. dubna 2000) je maďarský profesionální silniční cyklista jezdící za UCI ProTeam Polti–Kometa.

## Hlavní výsledky

### Silniční cyklistika
2018
Letní olympijské hry mládeže
6. místo silniční závod
2021
Národní šampionát
 vítěz časovky
Tour du Limousin
vítěz 4. etapy
Mistrovství Evropy
4. místo silniční závod do 23 let
2022
Národní šampionát
 vítěz časovky
Okolo jižních Čech
2. místo celkově
Mistrovství Evropy
4. místo silniční závod do 23 let
2023
Národní šampionát
3. místo silniční závod
3. místo časovka
CRO Race
9. místo celkově

#### Výsledky na Grand Tours
| Grand Tour      | 2022 | 2023 |
| --------------- | ---- | ---- |
| Giro d'Italia   | 83   | DNF  |
| Tour de France  | —    | —    |
| Vuelta a España | —    | —    |

| —   | Nezúčastnil se |
| DNF | Nedokončil     |

### Horská kola
2017
Národní šampionát
 vítěz cross-country juniorů
2018
Letní olympijské hry mládeže
 vítěz short track cross-country
Národní šampionát
 vítěz cross-country juniorů